# Aleardo Merlin
Aleardo Merlin (Roverchiara, 1º ottobre 1947 – 27 gennaio 2014) è stato un politico italiano.

## Biografia
Prima dell'ingresso in politica, svolge l'incarico di segretario comunale in vari comuni del veronese.
Nel 1989 è sindaco di Roverchiara, suo paese natale. Confermato per altre due tornate, tiene la carica per tredici anni.
Inizialmente democristiano doroteo, dopo lo scioglimento del partito aderisce a Forza Italia.
In occasione delle elezioni amministrative del 1999 è eletto presidente della Provincia col 53% dei voti, in rappresentanza di una coalizione di centrodestra formata da:
- Forza Italia
- Alleanza Nazionale
- CCD
- Veneto Nord Est

Non si ripresenta cinque anni dopo.
Dal 2001 al 2007 Merlin è presidente di Autostrada Brescia Verona Vicenza Padova, successivamente è il vice di Autobrennero.
Scompare nel 2014, all'età di 66 anni.